# Instituto Landáu de Física Teórica
El Instituto Landáu de Física Teórica (en ruso Институт теоретической физики имени Л. Д. Ландау) de la Academia Rusa de Ciencias es una institución de investigación que se encuentra en el pequeño pueblo de Chernogolovka, cerca de Moscú. Sus principales campos de investigación son la física de la materia condensada, la teoría cuántica de campos, la física de partículas elementales y nucleares, la física computacional, la dinámica no lineal y la física matemática.

## Historia
El Instituto Landáu se formó en 1965 para mantener viva la escuela después de la muerte del físico soviético y Premio Nobel Lev Landáu en un ccidente de tránsito. Desde su fundación, el instituto creció rápidamente a cerca de un centenar de científicos, convirtiéndose en uno de los principales institutos de física teórica del mundo y en uno de los más conocidos internacionalmente.
A diferencia de muchos otros centros científicos de Rusia, el Instituto Landáu tenía fuerzas para hacer frente a la crisis de los años noventa del siglo XX. Aunque cerca de la mitad de los científicos acepta posiciones en los principales centros científicos y universidades en el extranjero, la mayoría de ellos mantiene los lazos con su instituto local, formando una red científica en la tradición de la escuela de Landáu y apoyar los físicos teóricos jóvenes en el Instituto Landáu.

## Miembros prominentes
Hasta 1992, el instituto fue encabezado por Isaak Márkovich Jalátnikov, que luego fue reemplazado por Vladímir Yevguénievich Zajárov. Sus numerosos prominentes científicos, matemáticos, así como físicos, incluyen el laureado Nobel Alekséi Alekséyevich Abrikósov así como Lev Petróvich Gorkov, Anatoli Ivánovich Larkin, Arkadi Benedíktovich Migdal, Serguéi Nóvikov, Aleksandr Poliakov, Valeri Leonídovich Pokrovski, Alekséi Yúrievich Kitáiev (en:Alexei Kitaev), y Yákov Sinái.